# Viessmann Modelltechnik
Viessmann Modelltechnik GmbH - немецкая фирма-производитель аксессуаров для железнодорожных моделей. Известна благодаря своим моделям светофоров. Штаб-квартира компании находится в Хацфельде. 

## История
Фирма была основана в 1988 году Виландом Висманном и его братом Хубертусом. До этого братья работали на котельном заводе Viessmann. 
Для снижения производственных затрат в 1993 году в Венгрии был открыт завод компании. В конце 2009 года развивающаяся компания продолжила производство обанкротившейся Kibri (Kindler & Briel GmbH).  В начале 2010 года всё производство и бренд Kibri окончательно были переведены в Viessmann.  Старый завод Kibri в Шопфлохе был закрыт, а производство перенесено в Венгрию и Румынию.
Когда в 2014 году Штутгартская компания Vollmer прекратила своё существование, Viessmann также взял на себя бренд Vollmer и весь его ассортимент.  Опять же, производство перенесено в Венгрию и Румынию.